# Alex Stein
Alex Stein (Evansville, 2 maggio 1997) è un cestista statunitense.